# Ana no duerme
«Ana no duerme» es una canción compuesta por el músico argentino Luis Alberto Spinetta, que integra -como track 4- el álbum Almendra I de 1969, de la banda de rock Almendra, álbum que ha sido ubicado en la sexta posición entre los mejores de la historia del rock argentino.
Almendra estaba integrada por Luis Alberto Spinetta (guitarra y primera voz), Edelmiro Molinari (primera guitarra), Emilio del Guercio (bajo y coros) y Rodolfo García (batería).
Otra versión del tema fue realizada en vivo para el álbum San Cristóforo (1998) de la banda Spinetta y los Socios del Desierto.

## Contexto
El álbum Almendra I fue grabado en 1969 por la banda de rock Almendra, en la que apareció la creatividad genial de Luis Alberto Spinetta, que solo contaba en ese momento con 19 años y grababa su primer álbum.
Tuvo un impacto fundacional en la música popular argentina. En 1985 el periodista Carlos Polimeni realizó una compulsa entre periodistas y músicos destacados del rock argentino sobre los álbumes más influyentes del rock argentino. De los 31 músicos que contestaron, 23 de ellos escogieron el primer álbum de Almendra, seguido lejos de Yendo de la cama al living de Charly García con 12 elecciones y en tercer lugar otro álbum de Spinetta, Artaud, con 10.
El álbum abre también con la canción "Muchacha (ojos de papel)", considerada la segunda mejor canción de la historia del rock argentino, tanto en el ranking realizado por la revista Rolling Stone y la cadena MTV, como en la realizada por el sitio Rock.com.ar.
En la segunda mitad de la década de 1960 había estallado mundialmente el rock como contracultura juvenil: Los Beatles, el movimiento hippie, el pelo largo, el jean, la minifalda y el unisex, la revolución sexual, la oposición a la guerra de Vietnam... En ese momento el rock era un género musical esencialmente anglosajón, que solo excepcionalmente se cantaba en español y cuando se hacía, sufría la desvalorización mediática y social, además de carecer casi siempre de originalidad musical y profundidad lírica. En Argentina, en la segunda mitad de la década de 1960 y sobre todo a partir del éxito del sencillo "La Balsa" de la banda Los Gatos en 1967, comenzó a aparecer una corriente roquera original, conocida como "rock nacional", cantado en español, que adquirió una masividad creciente y una fuerte capacidad de identificación entre los jóvenes.
El álbum Almendra impactó en ese contexto, definiendo la originalidad, la masividad y la calidad del llamado "rock nacional" argentino en gestación.

Se trata del disco que abrió una dimensión nueva en la canción argentina, la de la canción con armonías de marcado cuño beatle fusionados con elementos del tango, el jazz y el folclore, que luego transitarían Charly García, Fito Páez, Andrés Calamaro y tantos otros.
Juan Francisco Gentile.

## Los códigos del hombre de la tapa
Las canciones del álbum están clasificadas de acuerdo a tres códigos figurativos, referidos al hombre de la tapa: el ojo, la lágrima y la flecha de sopapa. A "Ana no duerme" le corresponde la flecha-sopapa, al igual que "Fermín" y "Laura va". El sobre interior indica que la flecha-sopapa corresponde a los "temas que les cantan los hombres a esa lágrima del hombre de la tapa, atados a sus destinos".

## La canción
"Ana no duerme" es el cuarto track y último del lado A, del álbum Almendra I. Se trata de un beat-rock rápido, caracterizado por el escalamiento de la canción impulsada por la batería, riffs de las dos guitarras eléctrica y el bajo, hasta que el tema rompe su forma y se detiene. Luego de un breve silencio aparecen la batería y la primera guitarra dialogando entre sí, para impulsar otra vuelta del tema. Spinetta la definió como una canción originada en un "ritmo rápido" y una "pequeña melodía que insiste", a la vez de declarar que era el tema que menos les gustaba del disco, sin que le disgustara.
La canción habla de Ana, una adolescente encerrada en su habitación que no duerme esperando el día, el momento de poder salir a "la gran ciudad". Spinetta mismo asociaba a la Ana de la canción con su hermana Ana María. Es un tema de inspiración moderadamente feminista. En la década de 1980, durante las conversaciones mantenidas con Eduardo Berti, Spinetta declaró lo siguiente:

–Pregunta: En "Ana no duerme", ¿es tu hermana Ana?

–Spinetta: No es solamente mi hermana, sino todas las Anas que no duermen. Es ese ser que siempre está esperando. Esa muchacha que espera ser amada, que espera un poco de amistad, de comprensión, que quiere salir de su mundo vulgar de mujer, que quiere ocupar otro lugar. Hay otras Ana que esperan pero no se dan cuenta, y se piensan que están fenómeno. En aquella época, una chica de 16 o 17 no era lo mujer que puede ser ahora.
Luis Alberto Spinetta

Dos décadas después, Spinetta volvió a reflexionar sobre la canción, desdiciéndose en parte de lo que decía antes sobre la inspiración en su hermana Ana María:

Siempre sentí que la letra estaba asociada a Ana María, mi santa hermana, a tal punto que casi pensé que ése era su verdadero origen, pero la verdad es que no lo es. Simplemente "Ana" suena muy bien. Quizás haya una relación subconsciente, pero mi hermana no tocaba su sombra sobre la alfombra, y dormía perfectamente en su cama... mientras que la letra describe a un ser totalmente desquiciado, como en un punto lo es también Fermín, a quien concebimos con Emilio dándole, inclusive, la autoridad de ser “EL” loco de ese hospicio.
Luis Alberto Spinetta

En esta nueva lectura de la canción, Spinetta relaciona a Ana con Fermín, otra canción del mismo álbum, y los define como personajes "desquiciados". Spinetta también relacionó a "Ana no duerme" con "Diana divaga" («Diana, no te pongas a llorar, que no es hora de llorar»), un tema contemporáneo -hasta "antecesor" dijo El Flaco- de Los Abuelos de la Nada, que había aparecido en simple el año anterior al Álbum de la Lágrima, en aquellos primeros instantes del rock nacional argentino.
En enero de 1970, simultáneamente con la salida a la venta del álbum, una revista de mínimo tiraje, Alquitrán, le pidió a Spinetta una nota sobre el álbum que consistiera en dibujos de cada tema con un breve comentario al pie. Durante varias décadas no hubo conocimiento de esos dibujos, hasta que en 2005 un investigador halló un ejemplar de la revista. En ese artículo, titulado "No solo del canto vive la Almendra", Spinetta ilustró la canción con el dibujo de unas siluetas de edificios de noche y un texto que dice:

Tema ligero y mutado, de la misma manera en que Ana tal vez mañana despierte sobre el mar. Es el que menos me gusta, pero no está mal.
Luis Alberto Spinetta (revista Alquitrán, enero 1970)

## Versión con Dante Spinetta en guitarra eléctrica y el dúo GeoRama en voces
El 29 de diciembre de 2001, cuando Argentina transcurría por una de las crisis más grande de su historia, las protestas populares ocupaban permanentemente las calles y el Estado se hallaba literalmente casi desintegrado, Spinetta realizó un recital en el Estadio Obras Sanitarias para presentar su álbum Silver Sorgo. El recital fue grabado y lanzado como disco en vivo con el título Argentina Sorgo Films presenta: Spinetta Obras. 
En dicho recital Spinetta realiza una nueva versión con Dante Spinetta en guitarra eléctrica y el dúo GeoRama que rapean unos versos creados por ellos cuando promedia el final del tema.